# Lacoste
«Lacoste» (українською вимовляється Лакост) — французька компанія з виробництва одягу, заснована у 1933 році, що продає одяг, взуття, парфумерію, вироби зі шкіри, годинники, окуляри та тенісні сорочки, завдяки яким компанія і стала відомою. Lacoste впізнається завдяки своїй емблемі із зображенням зеленого алігатора. Компанія отримала репутацію сильного в культурному плані бренду, особливо в таких країнах як США та Іспанія.

## Історія
Рене Лакост був відомим французьким тенісистом, якому вдалося досягти успіху у двох сферах: у тенісі та моді. 1923 року під час кубка Девіса, американська преса охрестила Лакоста «алігатором» після того, як він уклав парі на валізу з крокодилової шкіри з капітаном збірної. У французькій мові еквівалентом «алігаторові» стало «крокодил». Це прізвисько передавало його агресивну динамічну манеру гри та завзятість, яку він демонстрував на тенісних кортах, ніколи не відпускаючи своєї «здобичі». Прізвисько закріпилося за ним настільки міцно, що його друг Робер Жорж намалював для нього величезного алігатора із роззявленою пащею. Алігатор був пізніше вишитий на сорочці, в якій Лакост з'являвся на корті.
Коли Рене Лакост виграв в 1927 році відкритий чемпіонат США з тенісу на ньому була його власна біла сорочка з коротким рукавом, створена з легкої трикотажної тканини, яка називалася «jersey petit pique» і вбирала вологу у спеку. Це був перший випадок модного показу одягу в спорті. Біле поло викликало радикальні зміни у сучасній тенісній моді, бо дуже відрізнялося від тенісного одягу того часу, в моді були традиційні «міські» сорочки з довгими рукавами (що сильно сковували рухи).

### La chemise
Після того як Лакост пішов з тенісу, він заснував компанію La Chemise Lacoste в 1933 разом з Андре Жильє, власником і президентом найбільшої в той час французької трикотажної компанії. Разом вони стали випускати ту саму революційну сорочку з емблемою алігатора, яку створив Лакост і яку він одягав під час тенісних турнірів. Ця емблема стала першим прикладом появи назви бренду на зовнішній стороні предмета одягу. Крім тенісних сорочок, Lacoste випускав сорочки для гри в гольф і вітрильного спорту. У 1951 компанія почала розширюватися і крім білих тенісок розпочала випускати сорочки різних кольорів. 1952 року сорочки були експортовані в США як «статусний символ професійного спортсмена», що значно вплинуло на одяг вищого класу. У 1963, Бернард Лакост, син Рене Лакост взяв на себе управління компанією. Під управлінням Бернарда компанія досягла стрімкого розвитку. Коли Бернард став президентом компанії, щорічні продажі предметів одягу Lacoste склали приблизно триста тисяч речей. Бренд Lacoste став найпопулярніший в США під час сімдесятих років, коли теніска стала невіддільною частиною гардероба стильного молодого чоловіка, і навіть була згадана в книзі Лізи Бірнбаха «Official Preppy Handbook» 1980 року. Компанія також розпочала випускати іншу продукцію крім одягу, такої як парфуми, шорти, звичайні та сонцезахисні окуляри, тенісні туфлі, парусинові туфлі, черевики, годинники, а також різні предмети зі шкіри.

### Одяг Lacoste та Izod
У США в сімдесятих і вісімдесятих роках бренди Izod і Lacoste часто стали використовуватися як взаємозамінні, оскільки починаючи з 1950 року компанія Izod випускала одяг під маркою Izod Lacoste для продажу в США. Це партнерство закінчилося в 1993 році, коли Lacoste придбала ексклюзивні права на поширення сорочок під власною маркою в США. 1980 року була заснована компанія Le Tigre Clothing, що стала американською альтернативою французькому бренду.

### Lacoste після 2000
На початку 2004 року Бернард Лакост серйозно захворів, і управління компанією взяв на себе його молодший брат і близький соратник протягом багатьох років Майкл Лакост. Бернард помер у Парижі 21 березня 2006 року. 2006 року Lacoste видала ліцензії на свою торгову марку різним країнам. Так, наприклад, Деванлей володіє ексклюзивними правами на випуск одягу Pentland Brands, на випуск взуття Lacoste, а Samsonite виробляє сумки Lacoste і невеликі аксесуари зі шкіри.
Популярність Lacoste різко зросла завдяки спробі французького дизайнера Крістофа Лемера створити сучасніший та престижніший імідж. У 2005 близько п'ятдесяти мільйонів предметів бренду Lacoste були розпродані в 110 країнах. Увага до бренду зросла завдяки контрактам, які компанія уклала з кількома молодими тенісистами, а саме, із зіркою тенісу Енді Роддіком і Річардом Гаскетом, висхідною зіркою французького тенісу. Lacoste також стала поступово завойовувати свою присутність і у світі гольфу: сорочки Lacoste одягав дворазовий чемпіон Хосе Марія Оласабале і шотландський гольфіст Коліне Монтгомері під час змагань. У червні 2007 року з'явився вебсайт Lacoste, націлений на американського покупця. Нині багато артистів хіп-хопу зробило вибір на користь бренду Lacoste, такі як, наприклад, Каньє Вест і репер Кіа Шайн.
До 2012 року 65 % компанії володіла родина Лакост, а 35 % — компанія Деванлей (Devanlay). Компанія Procter and Gamble володіє ліцензією на парфумерну лінію Lacoste. Штаб-квартира компанії Lacoste знаходиться в Парижі. На сьогодні виробничий капітал Lacoste знаходиться у французькому місті Троя, однак право на виробництво одягу доручено різним фабрикам всіх країн світу, включаючи Перу, Марокко та Італію. Після дворічного дослідження Центральноамериканського регіону, компанія Lacoste відкрила провадження у Сальвадорі, в місті Мірамар, зоні вільної торгівлі, для продажу продукції в США. Управління діяльністю компанії в Сальвадорі бере на себе нова місцева дочірня компанія Textil El Salvador.
У листопаді 2012 року компанію Lacoste викупила швейцарська сімейна група Maus Frères.

## Цікаві факти
- 2005 року було продано майже 50 мільйонів товарів під маркою Lacoste в усьому світі в більш ніж ста країнах.
- Зараз в усьому світі відкрито понад 1000 бутиків і 2000 корнерів Lacoste.
- 1963 року Рене Лакост створив першу сталеву тенісну ракетку. Це стало справжньою революцією. Тенісистам сподобалась ця ракетка, дуже зручна в руках, з подвійним рукояттям, дуже слабким аеродинамічним опором і великою ударною силою. З 1966 по 1978 роки ракетка завойовує 46 номінацій тенісного турніру Великого шлему. Пізніше, у 1974 році Рене Лакост втілив у життя задуманий раніше «охолоджувач», запатентований винахід, абсорбуючий вібрації сталевої ракетки, що поліпшує швидкість і точність попадання м'ячів.